# National Academy of Design

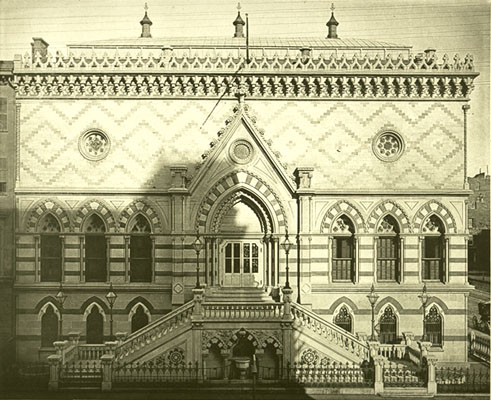
Antiga seu de la National Academy of Design (1863-65).

La National Academy of Design (actualment anomenada habitualment The National Academy) és una associació d'artistes estatunidencs i també un museu i una escola de belles arts situada a Nova York.
Fou fundada el 1825 per Samuel Morse, Asher Durand, Thomas Cole, i d'altres, amb l'esperit de promoure l'ensenyament de les belles arts als Estats Units, i de promoure exposicions.
L'acadèmia té una col·lecció de més de cinc mil obres d'artistes americans del segle xix i del segle xx.
La seu de l'acadèmia ha canviat de lloc diversos cops al llarg del temps. Entre els seus locals en destaca un edifici construït entre 1863 i 1865, d'estil neogòtic inspirat en el Palau Ducal de Venècia. Des de 1942 la seu és a un edifici que havia estat la residència dels escultors Anna Hyatt Huntington i Archer Milton Huntington a la cruïlla de la Cinquena Avinguda i el carrer 89.

## Membres
Els acadèmics són artistes escollits pels seus companys. Entre els seus membres passats i presents, hi ha pintors, escultors, arquitectes i litògrafs estatunidencs d'anomenada. Entre els més destacats, hom pot citar:
- Marina Abramovic
- James Henry Beard
- Edwin Blashfield
- William Jay Bolton
- Lee Bontecou
- Stanley Boxer
- John F. Carlson
- Vija Celmins
- William Merritt Chase
- Frederic Edwin Church
- Chuck Close
- Colin Campbell Cooper
- Charles Harold Davis
- Henry Golden Dearth
- Richard Diebenkorn
- Thomas Eakins
- Lydia Field Emmet
- Helen Frankenthaler
- Daniel Chester French
- Frederick Carl Frieseke
- Bruce Fowle
- Sonia Gechtoff
- Frank Gehry
- Paul Georges
- Arthur Hill Gilbert
- Hardie Gramatky
- Horatio Greenough
- Red Grooms
- Armin Hansen
- L. Birge Harrison
- Edward Lamson Henry
- Itshak Holtz
- Winslow Homer
- Jasper Johns
- Frank Tenney Johnson
- Lester Johnson
- Charles Keck
- Ellsworth Kelly
- Greta Kempton
- Chaim Koppelman
- Leo Lentelli
- Emanuel Leutze
- Hayley Lever
- Sol LeWitt
- Maya Lin
- Evelyn Beatrice Longman
- Frederick William Macmonnies
- Knox Martin
- Jervis McEntee
- Gari Melchers
- Alme Meyvis
- Raoul Middleman
- F. Luis Mora
- Henry Siddons Mowbray
- John Mulvany
- David Dalhoff Neal
- Victor Nehlig
- Eliot Noyes
- Renzo Piano
- John Portman
- Cindy Sherman
- Carrie Mae Weems[1]
- Tom Otterness
- William Page
- Philip Pearlstein
- I. M. Pei
- John Thomas Peele
- William Lamb Picknell
- Albin Polasek
- Alfred Easton Poor
- Alexander Phimister Proctor
- Harvey Quaytman
- Robert Rauschenberg
- Benjamin Franklin Reinhart
- Paul Resika
- Dorothea Rockburne
- Robert Ryman
- Augustus Saint-Gaudens
- John Singer Sargent
- Richard Serra
- Hughie Lee-Smith
- Susan Louise Shatter
- Nancy Spero
- Frederic Dorr Steele
- Frank Stella
- Arthur Fitzwilliam Tait
- Henry Ossawa Tanner
- Edmund C. Tarbell
- Louis Comfort Tiffany
- Cy Twombly
- Calvert Vaux
- Edward Charles Volkert
- Robert Vonnoh
- John Quincy Adams Ward
- Frank Lloyd Wright
- Stow Wengenroth
- Frederic Whitaker
- Anita Willets-Burnham
- Milford Zornes